# Эквадор на летних Олимпийских играх 1924
Эквадор принимал участие в Летних Олимпийских играх 1924 года в Париже (Франция) в первый раз, но не завоевал ни одной медали. Олимпийского комитета в Эквадоре тогда ещё не существовало, он появился только в 1948 году. Лишь спустя 44 года Эквадор вновь принял участие в Олимпиаде.
Правительство страны выделило на поездку в Париж 6000 сукре. В мае на пароходе «Макорис» из Эквадора отплыли три участника — Альберто Харрин Харамильо (Каямбе, по совместительству массажист, род. 1901), сержант Белисарио Вильясис (Кито, род. 1899), Альберто Сантьяго Хурадо Гонсалес (Гуаякиль, род. 1902). В Париже их встречал посол Эквадора во Франции Луис Барберис, оплатить расходы на проживание и экипировку помогли эквадорцы, жившие во французской столице. 
| Спортсмен                         | Дисциплина     | Предварительные забеги | Предварительные забеги | Четвертьфиналы | Четвертьфиналы | Полуфиналы | Полуфиналы | Финал          | Финал          |
| Спортсмен                         | Дисциплина     | Результат              | Место                  | Результат      | Место          | Результат  | Место      | Результат      | Место          |
| --------------------------------- | -------------- | ---------------------- | ---------------------- | -------------- | -------------- | ---------- | ---------- | -------------- | -------------- |
| Альберто Харрин Харамильо         | 10 000 м       |                        |                        |                |                |            |            | Не финишировал | Не финишировал |
| Альберто Сантьяго Хурадо Гонсалес | 100 м          | ?                      | 5                      | Не прошёл      | Не прошёл      | Не прошёл  | Не прошёл  | Не прошёл      | Не прошёл      |
| Альберто Сантьяго Хурадо Гонсалес | Прыжки в длину | 5.68                   | 29                     |                |                |            |            | Не прошёл      | Не прошёл      |
| Белисарио Вильясис                | Марафон        |                        |                        |                |                |            |            | Не финишировал | Не финишировал |